# Schlacht bei Podobna
Wilkomir – Grodno – Mir – Ekau – Riga – Mogiljow – Ostrowno – Kobrin – Kljastizy – Gorodeczno – Smolensk – Polozk I – Walutino – Borodino – Moschaisk – Tarutino – Malojaroslawez – Polozk II – Wjasma – Dorogobusch – Tschaschniki – Ljachowo – Smoljany – Kaidanow – Krasnoi – Borissow – Beresina
Die Schlacht bei Podobna (auch: Schlacht bei Gorodeczno) war Teil von Napoleons Russlandfeldzug und fand am 31. Julijul. / 12. August 1812greg. statt. Das zur Flankensicherung der Grande Armée eingesetzte Korps aus Sachsen und Österreichern besiegte die russische 3. Westarmee unter Alexander Tormassow.

## Vorgeschichte
General Graf Reynier war Oberbefehlshaber des VII. (sächsischen) Armeekorps der großen französischen Armee. Die Aufgabe der Sachsen bestand in der Flankensicherung der französischen Hauptarmee im Raum Brest entlang des Bug. Der Befehlshaber des österreichischen Hilfskorps, Fürst Schwarzenberg hatte vom Kaiser Napoleon  den Befehl erhalten, das Herzogtum Warschau nach Süden zu decken und sich im Raum Slonim mit den Sachsen zur Sicherung des rechten Flügels der großen französischen Armee zu vereinigen. Das sächsische Korps war von Nieswicz über Klezk, Bytyn, Chomsk gegen Kobryn vorangegangen und traf am 26. Juli bei Drohiczyn ein. Seine links vorwärts entsendete Reiterei war bereits bei Pinsk auf russische Abteilungen gestoßen und die sächsische Vorhut des Generals von Gablenz hatte letztgenannten Ort am 25. Juli nur nach einem heftigen Gefechte besetzen können.

### Schlacht bei Kobrin
Am 27. Juli mit Tagesanbruch setzte Reynier den Marsch fort und marschierte über Antopal nach Horodez 5 Meilen während die Vorhut von Janowo nach Drohiczyn zurückging. Das sächsische Korps war in Horodez noch einige Kilometer vor Kobrin und nahm während der Schlacht bei Kobrin gegen diese Stadt Stellung. Schon auf dem halben Wege nach Horodez hörte man anhaltendes Geschütz und Gewehrfeuer und konnte nicht zweifeln, dass die nach Kobrin entsendete Brigade unter Generalmajor Klengel ein ernstes Gefecht zu bestehen hatte. Gegen 3 Uhr Nachmittags endete das Feuer, die Brigade musste sich ergeben. General Reynier, getäuscht über die Stärke des Feindes, den er gegen sich haben könne und zwar durch die Nachrichten aus dem großen französischen Hauptquartier, musste sich nun überzeugen, dass sein schwaches Korps den weit überlegenen feindlichen Streitkräften nicht gewachsen sei. Ein früh von Kobrin abgegangener Offizier brachte ihm die Nachricht, dass diese Stadt nicht nur von Brest her, sondern auch auf der von ihm zurückgelegten Straße von starken russischen Kolonnen bedroht worden sei. Eine vorausgeschickte Patrouillen fanden die Straße nach Kobrin schon zwei Stunden vor Horodez stark besetzt. Um einen Vorsprung zu gewinnen, führte Reynier sein Korps noch in der Nacht zum 28. Juli in der Richtung nach Roszana zurück. Am nächsten Morgen erfuhr er vom Schicksal der Brigade Klengel und sah sich veranlasst, in Eilmärschen nach Slonim zurückzugehen, um sich dort am 2. August mit den Österreichern zu vereinigen.

### Vor- und Aufmarsch
Am 3. August begann der gemeinschaftliche Vormarsch, das sächsische Korps rückte am rechten Flügel des österreichischen Korps vor und traf mit den Vorposten am 7. vor Pruzana wieder auf den Gegner, der von Kobryn aus mit 8000 Mann unter General Lambert die Verfolgung aufgenommen hatte. Reynier griff die Russen am 10. August an und warf diese nach einem Reitergefecht nach Pruzana zurück. Die Russen zogen sich noch weiter zurück, da sie von den Österreichern in ihrer rechten Flanke von Sieletz her bedroht wurden. Auf dem Rückzug gelang es ihnen, den wichtigen schwach besetzten Engpass von Kossebrod zu sichern.
Am 11. August marschierten beide Korps auf der Kobryner Straße durch den Engpass von Kossebrod, die Österreicher verfolgten bis gegen Horodez, die Sachsen wandten sich rechts auf dem nach Brest führenden Wege bis zu dem Dorf Zabin. Hier lagerten beide Korps. Die Vorhut der Sachsen verstärkt durch die österreichische Reiterbrigade unter Zechmeister mit einer Batterie bei Podobna. Jenseits des Dorfes Horodeczna befindet sich ein fast unwegsamer Morast den die Kobyrner Straße durchschneidet. Er fängt eine und eine halbe Stunde rechts derselben in Wäldern an, geht links erst gleichlaufend mit der Straße und entfernt sich dann von ihr. Sich weit auf bei den Seiten ausdehnend, ist er von Höhen eingeschlossen. Auf den nördlichen liegen die Dörfer Horodeczna, Zabin, Podobna, durch beide letztgenannten führt die Straße nach Brest. Auf der südlichen Erhöhung hatte der kurz vorher eingetroffene General Tormassow seine Aufstellung genommen. Sein rechter Flügel stand hinter Horodeczna, der linke endete unweit eines Waldes, gegen den sich die südlichen Höhen allmählich abflachen und den die Straße nach Brest durchschneidet. Die Straße führt hier über den schmaleren, trockeneren und fast ohne Schwierigkeit zu überschreitenden Morast. Die beiden einzigen in der russischen Front gelegenen sicheren Übergänge über diesen, die jedoch nur eine gewöhnliche Wegbreite darbieten, bei Horodeczna und Podobna, hatte Tormassow besetzt und vor jenem 30, vor diesem 12 Geschütze aufgestellt. Unbegreiflicherweise hatte er aber den erwähnten Wald bei Podobna, an den sich sein linker Flügel stützen sollte, völlig unberücksichtigt gelassen. Der sächsischen Vorhut glückte es daher noch am Abend des 11. August, den dortigen Übergangspunkt zu gewinnen und den jenseitigen Wald mit einem Bataillon leichter Infanterie zu besetzen.

### Gliederung
Sächsisches VII. Korps General Reynier
- 21. Division – General von Le Coq
- 22. Division – General von Gutschmidt
- Kavalleriedivision – General von Funck

Österreichisches Auxiliarkorps Feldmarschall Schwarzenberg
- 1. Division – General Frimont
- 2. Division – General Trautenberg
- 3. Division – General Bianchi
- 4. Division – General Siegenthal

Russische 3. Armee General der Kavallerie Tormassow
- 9. Division Kamenski
- 5. Division Markow
- 8. Division  Tscherbatow
- 8. Kavallerie-Division Lambert
- 5. Kavallerie-Division Tschaplitz

## Die Schlacht am 12. August

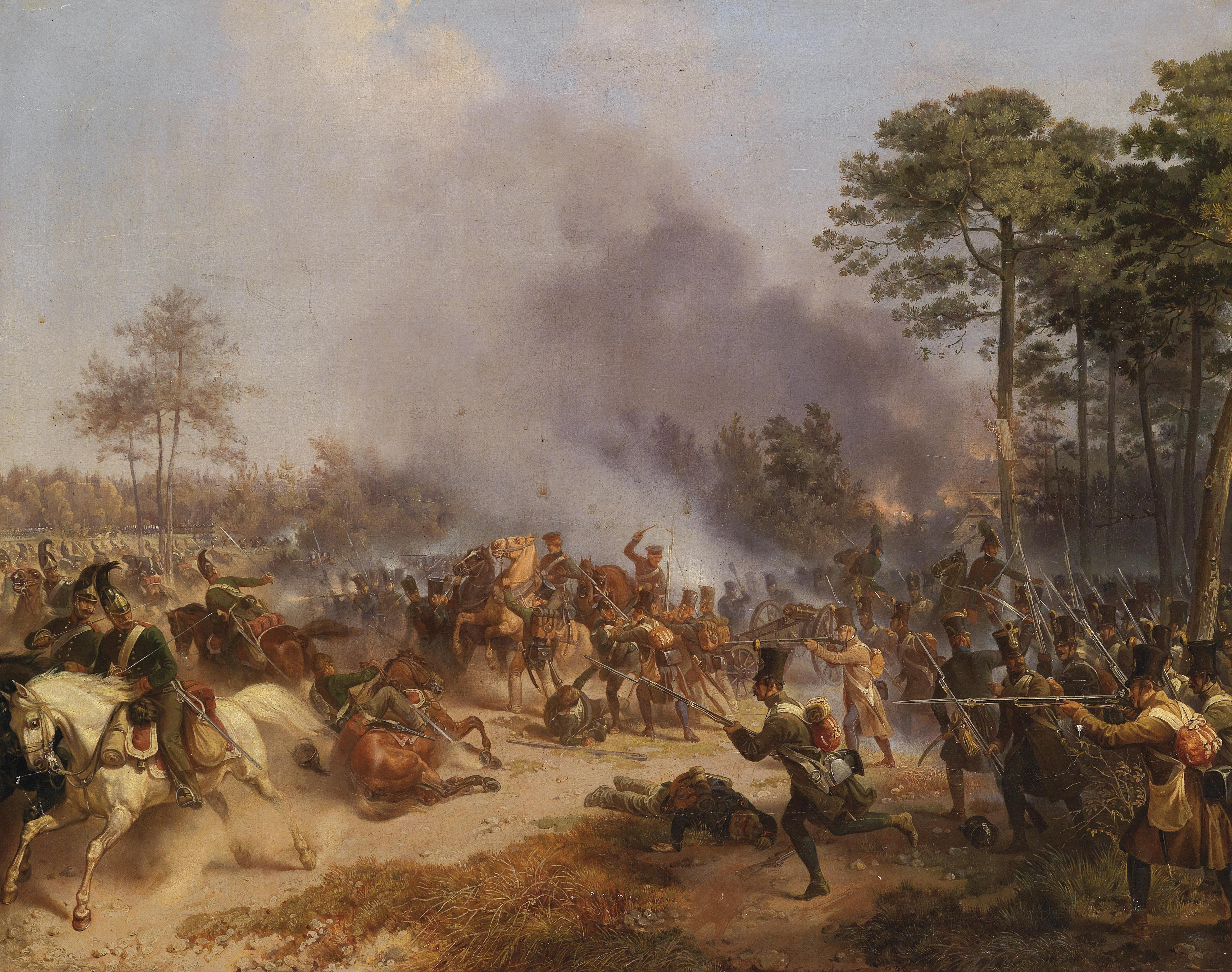
Angriff österreichischer Infanterie

Die Stärke der österreichisch-sächsischen Truppen betrug 38.000 Mann, die der Russen wenig über 30.000 Mann. Die Generäle Schwarzenberg und Reynier erkannten den schwachen Punkt in der feindlichen Aufstellung und beschlossen, deren linken Flügel zu umgehen. Das sächsische Korps, verstärkt durch die ihm bereits überwiesene Reiterbrigade Zechmeister und eine Infanterie-Brigade der Division Bianchi, sollte diese Umgehung ausführen, während Schwarzenberg die erwähnten Übergänge in der russischen Front bedrohen wollte. Um 9 Uhr früh begann Reynier die Bewegung und führte die sächsische Division Le Coq – noch 7 Bataillone – und die beiden Reiterbrigaden durch das gestern besetzte Holz, an dessen Rande es gegen 10 Uhr erschien und das mit dem 1. leichten Infanterieregiment besetzt blieb. Um 11 Uhr hatte sich Reyniers Kolonne entwickelt: der linke Flügel stand unweit des besetzten Waldes, der rechte die Reiterei in der Richtung gegen Tebele, den Rückzugspunkt des Feindes, durch den die Straße nach Kobrin führt. Während diese Truppen auf die hinter der russischen Stellung liegenden Höhen vorrückten, wurde auch die sächsische Brigade Sahr durch den Wald herangezogen und vereint mit dem 1. leichten Infanterieregiment vor dem von diesem bis jetzt besetzten Wald als linker an den Morast sich lehnender Flügel aufgestellt.
Von den Österreichern standen die Division Trautenberg und der Rest der Reiterei bei Horodeczna eine Brigade der Division Bianchi bei Zabin die Division Siegenthal bei Podobnaz die den Sachsen zugewiesene Brigade Lilienberg war noch auf dem Marsch. Tormassow überrascht, durch Reynier's Erscheinen in seinem Rücken auf einem Punkt, wo er durchaus keinen Angriff erwartet und nur eine Reiterabteilung hatte, führte ihm drei der Podobna gegenüber aufgestellt gewesenen Infanterie-Regimenter entgegen. 24 Geschütze verstärkten diese Linie hinter die zwei Dragoner-Regimenter rückten. Bekannt mit der Stärke und Sicherheit der Punkte bei Horodeczna und Podobna zog er nach und nach fast alle seine Truppen von dort ab und nahm eine mit der früheren fast gleichlaufende jedoch der ersten Front den Rücken zukehrende Stellung, so dass sein rechter Flügel nunmehr am Sumpf von Podobna dem oft erwähnten Walde gegenüber stand. Diesen bildete die Division Kamenski, an sie schloss sich die des Generals Markow und General Lambert an, endlich dehnte sich mit dem linken Flügel dem größten Teile der zwei Reiterdivisionen bis an die Kobryner Straße aus Horodeczna und Podobna gegenüber blieben nur zwei Infanterie-Regimenter, ein Dragoner-Regiment mit den oben angeführten Geschützen. Besonders verstärkte Tormassow seinen nunmehrigen rechten Flügel und versuchte während eines lebhaften Geschützfeuers auf beiden sich gegenüberstehenden Linien Reynier's linken als den wichtigsten Punkt seiner Stellung der sie mit den Österreichern verband in den hinter demselben liegenden Wald, zurückzuwerfen. Die österreichische Brigade, welche einen Weg von drei Stunden zurückzulegen hatte, traf gegen 3 Uhr Nachmittags ein und rückte mit einer Batterie in die Linie zwischen die 1. sächsische Division und die Brigade Sahr.
Trotz dieser Verstärkung konnte Reynier keinen allgemeinen Angriff auf den noch immer weit überlegenen Feind wagen, denn die Truppen, welche er Tormassow entgegenstellen konnte, betrugen nur etwa 16.000 Mann. Die Mitte derselben stand noch immer im lebhaftesten Geschützfeuer, mit seiner Reiterei auf dem rechten Flügel bedrohte er fortwährend die feindliche Rückzugsstraße nach Tebele, die von der russischen Reiterei jedoch mit gleicher Hartnäckigkeit behauptet wurde. Mehrere Angriffe dieser Reiterei wurden besonders durch die treffliche Wirkung zweier sächsischen Batterien vereitelt, während die österreichisch-sächsische Reiterei namentlich das sächsische Regiment von Polenz und das österreichische Regiment O'Reilly einige glückliche Angriffe machte.
Der russische rechte Flügel wiederholte unausgesetzt mit Fußvolk und Reiterei seine Anfälle auf den sächsischen linken, der ganz von letzterer entblößt war. Hier hatten sich die beiden Grenadierbataillone Anger und Spiegel in Vierecken aufgestellt und dienten so den größtenteils in ausgedehnter Ordnung fechtenden zwei leichten Infanterie-Regimentern als feste Stützpunkte. Das ungleiche Gefecht dauerte mit abwechselndem Glück bis 19 Uhr Abends. Mehrmalige Versuche der Österreicher auf die Pässe von Horodeczna und Podobna waren bisher durch das russische Geschützfeuer vereitelt worden. Jetzt endlich versuchte die Division Siegenthal einen erneuten Angriff auf den Engpass von Podobna, das tapfere Regiment Colloredo überschritt vom Geschützfeuer unterstützt, auf trockeneren Stellen den Morast und vereinigte sich mit dem sächsischen linken Flügel. Der russische rechte Flügel wurde von dem österreichischen Regiment rechts von den beiden sächsischen leichten Infanterie-Regimentern erneut in der Front angegriffen und von einer halben sächsischen Reservebatterie links lebhaft beschossen. Daraufhin begann er zu weichen und wurde nun von auf der ganzen Linie von geschickten Plänkler mit heftigem Feuer verfolgt, das trotz der einbrechenden Finsternis noch lange fortdauerte.
Die österreichische Brigade nahm jetzt die Stellung des linken Flügels ein, während die durch ein beinahe achtstündiges Gefecht erschöpften sächsischen Bataillone hinter ihr als Reserve aufgestellt wurden. So brachte man die Nacht in der Stellung zu, in welcher man gekämpft hatte; eine vorgeschobene Plänklerlinie ganz nahe der russischen Postenkette gegenüber. Die Stellungen von Horodeczna und Podobna waren beim Einbruch der Nacht noch immer von den Russen besetzt, daher befürchtete Reynier sein Gegner könne sich am nächsten Morgen wiederum mit Übermacht auf seine diesseits des Morastes aufgestellten Truppen werfen und verlangte von Schwarzenberg dringend Unterstützung.
Allein Tormassow hielt es für geraten sich zurückzuziehen, da er befürchtete, den Rückzug nach Kobryn zu verlieren und in den Sumpf gedrängt zu werden, falls Reynier während der Nacht durch Schwarzenberg verstärkt würde. Mit Anbruch des Tages war nur noch eine starke Nachhut bei Tebele sichtbar, die angegriffen und verdrängt wurde aber sich mit Ordnung bis Kobryn zurückzog. Der sumpfige Boden verhinderte eine Verfolgung.

## Ergebnis
So verloren die Russen nur 200 Gefangene. Der sächsische Verlust bestand an Toten in 1 Offizier, 174 Mann; an Verwundeten in 17 Offizieren 671 Mann; an Vermissten in 2 Offizieren 66 Mann. Der österreichische Verlust kann nur gering gewesen sein, die Russen geben den ihrigen zu 3000 Mann an. Die Tapferkeit der Sachsen namentlich der Brigade Sahr und der leichten Infanterie verdient gerechte Anerkennung.
Es scheint als ob die Schlacht von Podobna einen weit günstigeren Erfolg für die Österreicher und Sachsen hätte haben müssen. Da die Umgehung des feindlichen linken Flügels einmal über Erwarten gelungen war, musste nur eine österreichische Division mit hinreichendem Geschütz zur Bedrohung der oft erwähnten Engpässe verwendet. Diesen Überschreiten wäre für die eben so schwierig wie unnütz geworden. Ferner hätten die alle übrigen Truppen Schwarzenbergs so namentlich seine Reiterei den Sachsen folgten und so vielleicht die Straße nach Kobryn mit Übermacht gewinnen können.
Hätte das Gefecht selbst aber auch einen glänzenden Erfolg haben können, so blieb seine Folge doch immer Tormassow's Rückzug bis hinter den Styr, den er am 29. August bei Luzk überschritt.

## Weblink
- The southern sector – Podubna/Gorodeczna (eng.)